# Лазарев, Павел Викторович
Павел Викторович Лазарев (31 марта 1970, Челябинск — 3 сентября 2018, Челябинск) — советский и российский хоккеист и тренер. Чемпион России 1996, 1998. Мастер спорта России международного класса (1994 или 1995 год).

## Биография
Воспитанник челябинского хоккея, начал выступать во взрослых соревнованиях в 1987 году в составе «Металлурга». В сезоне 1989/90 перешёл в главную команду города — «Трактор», где непрерывно выступал до 1995 года. В 1993 и 1994 годах со своим клубом становился бронзовым призёром чемпионата России.
На международном турнире на приз «Известий-94», прошедшем в 27-й раз в Москве во второй половине декабря 1994 года, в составе национальной сборной России дебютировал форвард челябинского «Трактора» Павел Лазарев.
В сезоне 1995/96 выступал за тольяттинскую «Ладу», с которой стал чемпионом России. Затем снова выступал за «Трактор», также половину сезона в 1998 году провёл в казанском «Ак Барсе». В сезоне 1999/00 играл в высшем дивизионе Дании за «Рёдовре Майти Буллз».
После возвращения в Россию снова играл за «Трактор», выступавший в то время во втором дивизионе, а также за ряд других команд низших лиг. Завершил игровую карьеру в 2005 году.
Всего в составе «Трактора» провёл 12 сезонов, сыграл 523 игры и набрал 292 (120+172) очка во всех лигах. В высших дивизионах СССР и России за «Трактор», «Ладу» и «Ак Барс», сыграл 389 матчей и набрал 206 очков (91+115). Считается одним из лучших игроков в истории «Трактора».
После окончания игровой карьеры работал во многих клубах ассистентом главного тренера. С ноября 2012 по ноябрь 2013 года был главным тренером самарского ЦСК ВВС. В последние годы жизни работал детским тренером в челябинской школе «Мечел».
Скоропостижно скончался 3 сентября 2018 года в Челябинске. По заключению медицинской экспертизы причиной смерти стала ишемическая болезнь сердца, у него оторвался тромб. 6 сентября было прощание в ледовом дворце «Трактор». Похоронен на Градском кладбище Челябинска.

## Личная жизнь
Отец Виктор Иванович Лазарев — кандидат в мастера спорта по лыжам. Мать Людмила Михайловна — не спортсменка, но занималась лыжами. Отец и старший брат Александр Лазарев тоже занимались хоккеем.
Жена Татьяна. Сын Антон (род. 29 мая 1990) — хоккеист. Дочь Мария (род. 1997).